# Arboga robotmuseum

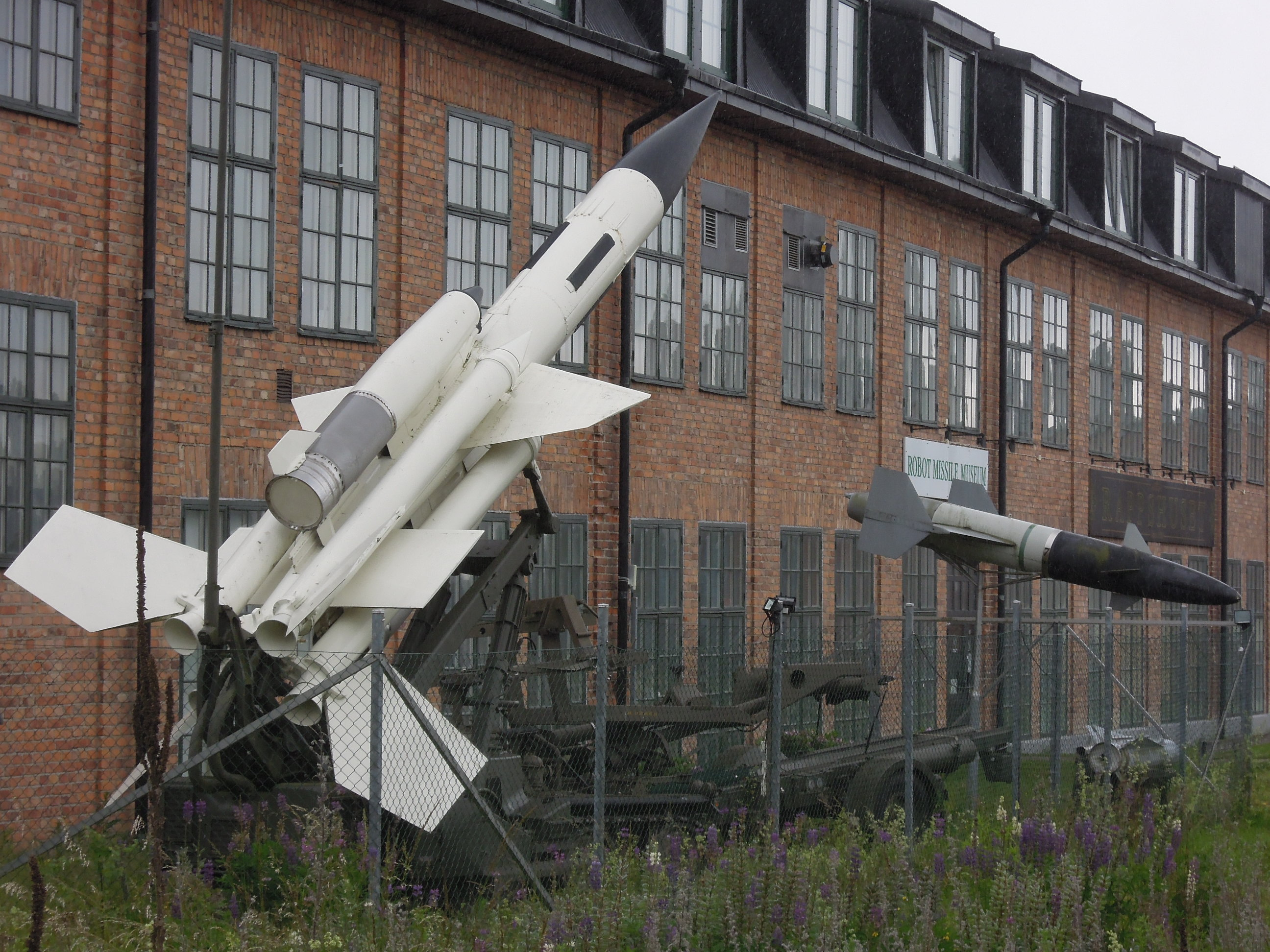
Arboga robotmuseum med en luftvärnsroboten Bristol Bloodhound i förgrunden, bakom denna syns Robot 04.

Arboga robotmuseum är ett museum som speglar robotutvecklingen i Sverige. Verksamheten drivs av Robothistoriska Föreningen i Arboga.
Samlingarna spänner från den första svenskutvecklade roboten till beväpningen för JAS 39 Gripen. Totalt har Arboga robotmuseum omkring 25 olika robotar från armén, marinen och flygvapnet i den permanenta utställningen. Museet har även exemplar av den tyska roboten V-1 samt försöksroboten 310, vilken var en svensk konstruktion som togs fram med den förra som förebild. Därutöver ställer man ut flyg - och robotsimulatorer,  STRIL-utrustning och motormateriel.
Arboga har sedan 1940-talet varit centrum för svensk robotutveckling.